# Indutiomaros
Indutiomaros (en latin : Indutiomarus) est un aristocrate trévire (les Trévires sont un peuple situé dans les environs de l'actuelle ville allemande de Trèves, mais aussi dans le Luxembourg et en Sarre) au moment de la conquête de la Gaule par le général romain Jules César durant le Ier siècle av. J.-C. Il est le chef du parti anti-romain et le rival politique de son gendre pro-romain Cingétorix pour le « gouvernement suprême » des Trévires.

## Biographie
En 54 av .J.-C., Indutiomaros prépare la guerre contre les Romains et évacue les non-combattants dans l'Ardenne. Cependant, lorsque César arrive sur le territoire des Trévires en route pour la Bretagne, Indutiomaros est abandonné par nombre de ses principaux partisans et se soumet à César dans l'espoir de préserver sa position. César accepte sa soumission, exigeant 200 otages, dont plusieurs membres de la famille proche d'Indutiomaros, mais il saisit également l'occasion de promouvoir Cingétorix au pouvoir chez les Trévires aux dépens d'Indutiomaros.
Privé d'une grande partie de son pouvoir, Indutiomaros devient un ennemi encore plus acerbe des Romains et attend une occasion favorable pour se venger. Pour assurer un approvisionnement suffisant en nourriture, César avait séparé ses troupes en quartiers d'hiver dispersés dans différentes parties de la Gaule. Indutiomaros encourage Ambiorix et Catuvolcos, chefs des Éburons, à attaquer la légion romaine stationnée dans leur pays ; peu de temps après, lui-même marche contre Titus Labienus, qui campait parmi les Rèmes, immédiatement à l'ouest de Trévires. Averti de la victoire de César sur les Nerviens, Indutiomaros retire ses forces du territoire des Trévires et lève de nouvelles troupes. Il passe aussi l'hiver à envoyer des ambassadeurs auprès des Germains à la recherche d'alliés. D'autres peuples ont commencé à envoyer eux-mêmes des ambassadeurs auprès d'Indutiomaros, notamment les Sénons, les Carnutes, les Nerviens et les Aduatuques.
En 53 av. J.-C., maintenant enhardi, Indutiomaros déclare Cingétorix ennemi de la patrie et confisque ses biens. Il marche de nouveau contre Labienus et entoure le camp romain. Indutiomaros commence presque quotidiennement à faire le tour du camp avec sa force de cavalerie, à la fois pour reconnaître et pour intimider les Romains qui se trouvaient à l'intérieur. Un jour, Labienus introduit dans le camp romain un important contingent de cavalerie auxiliaire, et au cours d'un de ces exercices, les auxiliaires surprennent la force des Trévires par une sortie soudaine. Indutiomaros lui-même a été tué dans la déroute en traversant une rivière. Sa mort est toujours une source de colère et de rébellion à partir de 51 av. J.-C., lorsque les Trévires restent sur le terrain du côté d’Ambiorix.